# Jack Markell
Jack Alan Markell, né le 26 novembre 1960 à Newark (Delaware), est un homme d'affaires et homme politique américain. Membre du Parti démocrate, il est gouverneur du Delaware de 2009 à 2017 et ambassadeur en Italie de 2023 à 2025.

## Biographie

### Carrière dans le secteur privé
Diplômé d'un MBA de l'université de Chicago, Jack Markell a occupé le poste de vice-président pour le développement chez Nextel.

### Carrière politique
Il est élu au poste de trésorier de l'État du Delaware en 1998 puis réélu en 2002 et 2006.
Le 4 novembre 2008, Jack Markell est élu gouverneur du Delaware avec 68 % des voix contre le candidat républicain, William Swain Lee. Il est largement réélu le 6 novembre 2012 en obtenant plus de 69 % des voix.

### Diplomate
Le 23 juin 2021, le président Joe Biden le nomme ambassadeur auprès de l'Organisation de coopération et de développement économiques (OCDE). Après avoir été confirmé par le Sénat, il prend ses fonctions en janvier 2022. 
Le 12 mai 2023, Joe Biden le nomme ambassadeur en Italie et à Saint-Marin. Confirmé par le Sénat le 27 juillet suivant, il prend ses fonctions fin août. Il demeure en fonction jusqu'en janvier 2025.

### Vie privée
Jack Markell est marié et est père de deux enfants.